# Spilogona krogerusi
Spilogona krogerusi är en tvåvingeart som först beskrevs av Ringdahl 1941.  Spilogona krogerusi ingår i släktet Spilogona och familjen husflugor. Arten är reproducerande i Sverige. Inga underarter finns listade i Catalogue of Life.